# Бонбојон
Бонбојон (фр. Bonboillon) насеље је и општина у источној Француској у региону Франш-Конте, у департману Горња Саона која припада префектури Везул.
По подацима из 2011. године у општини је живело 197 становника, а густина насељености је износила 44,37 становника/km². Општина се простире на површини од 4,44 km². Налази се на средњој надморској висини од 338 метара (максималној 297 m, а минималној 242 m).

## Демографија
| 1962. | 1968. | 1975. | 1982. | 1990. | 1999. | 2011. |
| ----- | ----- | ----- | ----- | ----- | ----- | ----- |
| 72    | 82    | 43    | 64    | 86    | 103   | 197   |

График промене броја становника у току последњих година